# Wollsachen
Wollsachen (schwedisch: Yllet) ist der Titel eines 1973 publizierten Romans des schwedischen Schriftstellers Lars Gustafsson. Erzählt wird die Geschichte eines Lehrers, dessen Bemühungen, Ende der 1960er Jahre einen begabten Schüler zu fördern, tragisch enden. Die deutsche Übersetzung von Verena Reichel erschien 1974.

## Überblick
Der Erzähler der Rahmenhandlung erfährt im Juni 1971 in seinem Haus in Västerås in Västmanland vom Unfalltod seines gleichaltrigen ehemaligen Studienkollegen Lars Herdin. Beide verbrachten ihre Kindheit in Västerås. Er erinnert sich an ihre Militärzeit beim Königl. Uppländischen Regiment (1956–1957) und ihre Studentenzeit in Uppsala.
Den Mittelpunkt des Romans bildet die Geschichte des Lehrers Lars Herdin. Der 34-jährige Herdin schildert im Herbst 1970 im Rückblick die Geschehnisse vom November 1969 an. Eingeblendet sind Erinnerungen an seine Kindheit (Kap. „Ich möchte nun von meinem Onkel Knutte erzählen“), an die Wochenendbeziehung zu seiner drei Jahre älteren Kollegin Ingrid und Anekdoten des Malers Ebbeling (Kap. „Der Scheißkaiser“), fiktive Briefe Herdins an Ingrid und an einen Hauptgefreiten sowie ein historischer Überblick über die negative wirtschaftliche Entwicklung der ländlichen Region.

## Inhalt

### Vorgeschichte
Die Vorgeschichte Lars Herdins wird von den Erzählern nur gestreift: Er wurde 1936 in Västerås geboren, als Sohn eines Staubsaugervertreters, der in den 1940er Jahren mit seinem Musterkoffer auf einem Fahrrad übers Land zog, Der Schriftsteller der Rahmenhandlung erinnert sich an den schüchternen, schweigsamen und zerstreuten Jungen. Nach der Schule studierte er, mit Hilfe eines Naturalstipendiums für minderbemittelte Studenten, in Uppsala Technik, Physik und Mathematik, promovierte, galt als große Begabung und erhielt ein Stipendium von der amerikanischen Luftwaffe. Er konnte es sich später nicht genau erklären, warum er seine Habilitationsschrift nicht abschloss und die wissenschaftliche Laufbahn nicht weiter verfolgte. Jedenfalls fühlte er sich im Universitätsmilieu nicht heimisch und hatte „ständig das Gefühl, dass  es für eine andere Art Menschen bestimmt war.“ (Kap. „Die rätselhaften Widerstände“) Er bewarb sich stattdessen an der Zentralschule in Trummelsberg um die Stelle eines Mathematik- und Physiklehrers, weil er in den 1930er und 1940er Jahren in dieser Gegend, am See Nora Nadden bei Ramnäs, mit seinen Eltern oft die Sommerferien verbrachte und die einsame Naturlandschaft mochte. Nach einer psychoanalytischen Deutung seines Freundes Ebbeling (Kap. „Der Scheißkaiser“) suchte er wieder einen Anknüpfungspunkt an seine Kindheit, die Ausfüllung eines Defizits und projizierte dies auf die Förderung des gleichnamigen Schülers Lars.

### Weltschmerz und Suizidneigung
Die Unzufriedenheit mit seinem Leben, der „nagende Hass“ sich selbst gegenüber und seine Suizidneigung durchziehen die Erzählung. So erinnert er sich an seinen ersten Herbst in Trummelsberg 1961, (Kap. „Die rätselhaften Widerstände“) als er sich nach dem Luciafest alkoholisiert in eine Schneewehe setzte. Er wollte sterben, aber das habe er immer schon gewollt, seit er drei Jahre alt war: „Es ist ein altes Lied, das mir schon mein Leben lang im Kopf herumgeht.“ Neun Jahre später plante er seinen Selbstmord am 1. Oktober durch eine Kohlenstoffmonoxidvergiftung. Es kam jedoch nicht dazu, weil er sich zwei Tage zuvor eine Hand in der Autotür eingeklemmt hatte. „Man kann alle Kontinente auslöschen […] Ich habe mein ganzes Leben lang den Eindruck gehabt, dass ich mich mehr oder weniger mit so etwas wie einem idiotischen Ringkampf mit der Wirklichkeit habe verleiten lassen und sie ist die ganze Zeit über als ein ausnehmend unfairer und gemeiner Gegner aufgetreten, der einen an völlig unerwarteten Stellen trifft.“ Durch den Schmerz ergriff ein fremder Dämon über ihn Gewalt und befreite ihn von seinem Vorhaben. (Kap. „Diese Stelle im ersten Satz, wo es anfängt, etwas schneller zu gehen“) Nun erzählt Herdin im Rückblick von den Geschehnissen des letzten Jahres, die zu dem Suizidplan führten.

### Engagement für eine andere Pädagogik
Ausgangspunkt der Rückblickhandlung ist die Unzufriedenheit Herdins mit sich, seinem Beruf und dem Schulsystem: „Dass die Schule um der Schüler willen da sei, daran hat er sowieso nie geglaubt. Sie ist dazu da, um die Zahl der Arbeitslosen niedrig zu halten.“ In einer idealen Schule nach seiner Vorstellung würden dagegen die Schüler „von Stunde zu Stunde Fragen stellen, immer raffiniertere Fragen. […] In einer richtigen Schule würde man natürlich Studien treiben […] Lars Hedin ist kein Lehrer. Er wäre gern einer, aber er ist es nicht. Er ist ein gut bezahlter Aufseher in einem halbwegs arktischen Internierungsinstitut für unproduktive Arbeitskräfte in den unteren Altersstufen. Er weiß das. Er kann nicht viel dagegen tun.“ (Kapitel „Begebenheit vor einem Jahr“) Für diese Situation macht er das schwedische Schulsystem der 1960er Jahre verantwortlich.
Im November 1969 kritisierte er in einem Gespräch mit dem Direktor Dr. Mans Wedelin die mangelnde Förderung von Spitzenbegabungen und die Wohlfühlpädagogik der „Spülwasserschule“ in einem „verwässerten Wohlfahrtsstaat“. Die „Gefühlsduselei“ der „Rotary-Clubs“ habe den gesellschaftlichen Bereich in Beschlag genommen. Herdin forderte vom Direktor, der das System verteidigte, harte gediegene Gedankenarbeit und Ideen. Er möchte dem mathematisch hochbegabten Lars Carlsson Förderstunden geben, doch dies wurde abgelehnt und er übte mit ihm unentgeltlich. (Kap. „Die rätselhaften Widerstände“) Um sich ein Bild vom Leben des Schülers zu machen, besuchte er an einem Sonntag dessen Familie auf dem Land. Er musste sich von der Bushaltestelle über verschneite Wege zu dem abgelegenen ehemaligen Bauernhof durchkämpfen, wo der durch Holzfällarbeit invalide Vater und sein Sohn in einem Schuppen Autos und Mopeds reparierten. Herdin erklärte dem Ehepaar Carlsson die Begabung des Sohnes und versuchte sie für ein Studium zu gewinnen. Sie zeigten sich wenig begeistert, lehnten zwar nicht ab, unterstützten aber auch nicht die Idee. Sie wollten die Entscheidung dem Sohn überlassen. Herdin spürte ihre Kraftlosigkeit und Gleichgültigkeit ihrem eigenen Leben und der beruflichen Zukunft Lars‘ gegenüber. Er befürchtete, dass die Kinder dieser Gegend zu keiner persönlichen Verantwortung und keinen eigenen Initiativen ermuntert werden und sich dem Leerlauf des Wohlfahrtsstaats ohne Aufbruchsstimmung überlassen. Herdin kam während des Gesprächs zu dem Ergebnis: „ICH GEHÖRTE NICHT HIERHER“ und „ES GIBT NIEMAND, DER VERANTWORTUNG FÜR UNS ÜBERNÄHME“. Die Minister und Landräte, „die im Namen dieser Leute sprechen, […] sie haben nicht die geringste Ahnung, wovon sie reden. Es könnte ebensogut ein fremdes Volk sein, mit einer fremden Sprache und Bräuchen: Man sieht sie nicht. Sie fallen langsam durch die Jahre, und man lässt sie fallen.“ (Kap. „Plötzliche Ströme von zögerndem Glück“) Herdin befürchtete, dass Lars auch als Mensch verloren gehen könnte. Er bot ihm an, auch in den Weihnachtsferien mit ihm zu arbeiten, doch der antwortete: „Ich finde es prima. Aber ich weiß nicht recht, zu was es gut sein soll.“ (Kap. „Die Schönheit, das einzige, was besteht“)

### Beziehung zu Claire
In depressiver Stimmung verbrachte Herdin allein seine Weihnachtsferien. Ingrid war zu ihrer Mutter gefahren. Er fühlte sich vereinsamt und schrieb einen Abschiedsbrief, den er, wie an Ingrids Verhalten nach den Ferien deutlich wird, nicht abschickte: „Das Leben ist ja nicht nur eine Hölle. Es ist auch überbevölkert. […] Erinnerungen! […] Und diese Gewissheit, dass man betrogen worden ist, ohne recht zu wissen, um was man betrogen worden ist.“ (S. 103 ff.) Ihre Wochenendbeziehung beruhe nicht auf wahrer Liebe. Liebe sei für ihn „Erde, lichte Dämmerung, blauer Rauch, Heimstatt, Heimatland, Wiege, Meer, ich weiß nicht, was alles“. Er brauche ein richtiges Leben. (Kap. „Brief an eine siebenunddreißigjährige Lehrerin für Französisch und Schwedisch geschrieben am Weihnachtsabend 1969“) Seinen Weltschmerz klagte er auch dem Handlungsreisenden Putte Jonsson, einer Zufallsbekanntschaft am dritten Weihnachtstag im Stadthotel: Sie lebten in einer Lügengesellschaft, Humanität und Anteilnahme seien nur geheuchelt, er sehe jetzt die Risse im Lügengewebe: Er verleihe seine Kenntnisse in Mathematik, aber niemand habe Verwendung für ihn. Für eine Weile wolle er sich selbst sein und herausfinden, ob es die Liebe gebe. (Kap. „Die Ruhe vor dem Sturm: Die Guten nahen“)
Ursache des Briefs an Ingrid und Hintergrund der Sehnsucht nach einem Neuanfang ist die 17-jährige Schülerin Claire, Lars Freundin, die Herdin bei den Carlssons gesehen hat: „DAS MÄDCHEN SASS UND SCHAUTE MICH INSGEHEIM AN“. Die Beziehung zu ihr entwickelte sich im Zusammenhang mit der Tragödie ihres Freundes. Am Abend vor Heiligabend rief ihn Claire an, Lars sei verschwunden, und nach anderthalb Stunden, er sei wieder aufgetaucht. Am Tag vor Silvester 1969 kam sie in seine Wohnung und erzählte ihm von Lars‘ Kollaps. Bei der Durchsuchung des Schuppens seien gestohlene Mopeds entdeckt worden, die er in der Werkstatt tune. Darauf habe er Verdünnungsmittel geschnüffelt und sei ins Koma gefallen. Sie fühle sich schuldig, weil sie ihre Beziehung beendet habe. Herdin und Claire fuhren sogleich zum Krankenhaus nach Västerås, wo sie Lars bewusstlos auf der Intensivstation fanden. Nach ihrer Rückkehr animierte Claire Herdin zu einer sexuellen Beziehung und blieb zwei Tage bei ihm. Herdin fühlte sich durch den Kontakt mit dem Mädchen belebt, er empfand seit langem wieder Gefühle, auch Angst und Schuld: „Für keinen von uns würde es jemals so etwas geben können wie ein selbstverständliches Geborgensein in der Wirklichkeit, eine Vertrautheit mit ihr.“ (Kap. „Der Planet der Wolle kreist um eine Sonne von niederer Spektralklasse“) Er dachte über sein Verbrechen nach, dem einzigen Schüler, der ihm in seiner ganzen fragwürdigen Karriere das Leben lebenswert gemacht hat, die minderjährige Freundin in dem Augenblick, in dem er sie am meisten gebraucht hätte, weggenommen zu haben. Bei ihm, in seiner belasteten Psyche, könnte diese Geschichte nur „auf eine Art ausgehen“. Ihm kam es vor, als wäre er aus einem langen Schlaf erwacht und wieder in die Gegenwart hineingeschlüpft. (Kap. „Die Bedingungen fürs Glücklichsein“) Sein Schuldgefühl wurde noch verstärkt, als er nach den Weihnachtsferien die Eltern aufsuchte und der Vater ihm indirekt den Vorwurf machte, dem Sohn Flausen in den Kopf gesetzt und ihn mit seiner Umwelt unzufrieden gemacht zu haben. Lars habe angefangen, alles wertlos zu finden.
Lars‘ starb am 18. Januar, und Claire sagte Herdin auf dem Schulhof, er solle sie in Ruhe lassen, sie wolle ihn nie wieder sehen. Herdin wurde bis Ende Januar krankgeschrieben. Er fühlte sich wie in einer Mausefalle und suchte bei Ebbeling Rat. Dieser erklärte ihm seine Situation psychoanalytisch: Er sei auf der Suche nach Heimat und mütterlicher Geborgenheit. Sein Fehler sei es gewesen, ein Schulmädchen zu seiner Mutter zu machen und gleichzeitig ein Vater für Claire zu sein. In seinem Liebeskummer solle er jetzt nichts unternehmen und das Mädchen in Ruhe lassen. (Kap. „Der Scheißkaiser“)

### Demonstration gegen den Krieg
Das letzte Kapitel spielt nach dem aufgegebenen Selbstmordplan am Abend des 16. September 1970 vor dem Dom von Västerås. FNL-Gruppen demonstrierten gegen den Vietnamkrieg und den Besuch des US-Botschafters im Dom. Es war für Herdin ein Augenblick der Harmonie: Der Dom, in dem er getauft wurde, und die Stadt seiner Kindheit sind für ihn mütterliche Orte. Diese Atmosphäre verbindet sich mit dem Gemeinschaftsgefühl, für den Frieden zu demonstrieren. Die Demonstranten wurden von der Polizei gewaltsam zurückgedrängt. Herdin sah im Gewühle die verletzte Claire und trug sie, unter dem Gedröhn der Domglocken weg an einen sicheren Ort. Sie erkannte ihn, sprach aber nicht mit ihm. Er sagte ihr, das Schlimmste sei jetzt vorüber.
Herdins Erzählung endet mit den Glocken, die „verkündeten, dass es keine Zuflucht gäbe, dass es auf der ganzen Welt keine Mütter mehr gäbe, auf die Verlass gewesen wäre. […] der Schmerz in meiner brennenden, zerquetschten Hand nahm wieder zu, und die Nacht brach an, mit ein wenig Wind in den Bäumen.“ (Kap. „Die Glocken von Västerås“)

## Form
Der Autor hat für seinen Roman die Form des mehrschichtigen Erzählens gewählt, d. h. die Geschichte wird nicht chronologisch erzählt, sondern ist in Rahmenhandlungen mit eingeschobenen Erzählungen verschachtelt. Prinzip ist jeweils die Perspektive des Rückblicks.
Die erste Textebene spielt Anfang Mai 1972 in San Franzisco. Der Autor ist Schriftsteller und unternimmt eine Lesereise an kalifornischen Universitäten. Er träumt vom Tod Lars Herdins (1. Kap. „Eine Nacht in San Franzisko“). Von dessen Unfalltod hat er ein Jahr zuvor erfahren. Er erinnert sich an den Studienfreund, den er zuletzt am 16. September 1970 bei einer Demonstration auf dem Domplatz getroffen hat, und stellt sich das Leben des Mathematiklehrers vor: „Es steckt eine Geschichte dahinter. Sie handelt, so könnte man sagen, von einem Zustand, an dem zwar sehr vieles Lüge ist, aber nicht alles. Es gibt Risse im Beton, es sickert, es ist zu hören. Es ist die Wahrheit, nein, nicht die Wahrheit, aber es sind Wahrheiten, die da durchsickern.“ (2. Kap. „Eine musikalische Nabelschnur in Västmanland“)
Mit dem 3. Kapitel beginnt die zweite Textebene: Im Kapitel „Begebenheit vor einem Jahr“ werden in zeitlichen Parallelhandlungen Herdins Bezugspersonen des letzten Jahres bei ihren morgendlichen Tätigkeiten an einem Novembertag vorgestellt: Herdins 37-jährige Wochenendfreundin und Kollegin Ingrid und ihr dreijähriger Sohn Thomas, der mathematisch begabte Schüler und Herdins Schützling Lars Carlsson und seine gleichaltrige 17-jährige Freundin Claire, der Maler Viktor Ebbeling und der Vertreter für landwirtschaftliche Maschinen Putte Jonsson. Die beiden letzten spielen die Rollen der Vertrauensperson, bzw. der Kontrastfigur eines alternativen Lebens.
Anschließend erzählt Lars Hedin in der Ich-Form von seinem Leben. Er setzt im Herbst 1970 ein und schildert im Rückblick die Geschehnisse vom November 1969 an. Eingeblendet sind Erinnerungen und Anekdoten, fiktive Briefe Hedins an Ingrid und an einen Hauptgefreiten und ein historischer Überblick über die Wirtschaftsgeschichte der Region. Das Ende von Herdins Erzählung, die Demonstration auf dem Domplatz, führt zur Rahmenhandlung zurück, in der sich der Schriftsteller an dieses Treffen erinnert. Für die Zeit danach, zwischen November 1970 und dem Unfalltod im Juni 1971, lässt der Autor eine Lücke, und viele Fragen der Personenbeziehungen und der Arbeit des Lehrers bleiben offen.
Solche Spiele mit der Erzählform (Verschachtelungen der Rückblicke, collageartige Textsammlung, Lücken und Assoziationen) und mit der Autorenschaft (Frage nach Verbindung der beiden Ich-Erzähler, Metafiktion) sind Merkmale des Postmodernen Romans.
Ein traditionelles Merkmal der Charakterisierung ist dagegen die leitmotivartig eingesetzte Metaphorik: Herdins Psyche entspricht seinem Blick auf die Landschaft. Die Handlung spielt in der kalten und dunklen Jahreszeit. Herdin fährt und wandert über schneebedeckte glatte Straßen durch einsame ländliche Wald- und Moorgebiete. Mit einem solchen Stimmungsbild beginnt Herdins Erzählung seines letzten Jahres (Kap. „Begebenheit vor einem Jahr“): „November. Dunkelheit, Es riecht faulig von den abgemähten Feldern […] Müde schleppt sich ein Fernlastzug mit einer Länge von vierundzwanzig Metern, lebensgefährlich für Kinder und Radfahrer, den Berg zu Ort hinauf“. Diese Beschreibung ist zugleich eine Vorausdeutung auf seinen Tod. Dieser melancholischen Atmosphäre entspricht Herdins Beschreibung der Carlsson-Familie, ihrer wirtschaftlichen Situation (Kap. „Auf, auf ihr müden Seelen“) und den, nach der Schließung vieler Fabriken, schlechten Berufsperspektiven für ihre Kinder.
Ein zentrales Leitmotiv ist die titelgebende Wolle in assoziativer Verbindung mit Feuchtigkeit, Verwesung und Wärme, vermischt mit Körpergerüchen, in den Baracken der Soldaten, in der Schule, in den Wohnungen… „Es roch immer nach nasser Wolle“. Die Wolle von Claires Pullovers ist geheimnisvolle Wolle, elende Wolle. „Im Hades riecht es nach nasser Wolle“.
Die Assoziationstechnik mit Andeutungen nutzt der Autor auch für unterschiedliche Spekulationen über Herdins Leben nach der Demonstration bis zu seinem Tod durch einen Lastwagen, als er eine Zeitung kaufen wollte: das Glücksgefühl bei der Demonstration, der letzte hoffnungslose Satz des Romans über die Botschaft der Glocken, der Hinweis, dass Herdin vorhat, die Schule zu verlassen, die Übertragung einer Bemerkung über die Landschaft auf sein Leben: „Es gibt dort ein labyrinthisches, unklares Leben. Es ist eine zur Hälfte verlorene Landschaft, aber nur zur Hälfte, nicht mehr. Sie weigert sich, aufzugeben. Sie gibt nicht auf.“ (Letzter Satz des Kapitels „Auf, auf ihr müden Seelen“)

## Einordnung in den Zyklus „Risse in der Mauer“
„Wollsachen“ ist der zweite Roman eines fünfbändigen Werks mit dem Obertitel „Risse in der Mauer“ über das Leben der Menschen in den 1960er-Jahren. Die Hauptfiguren dieser Romane haben denselben Vornamen (Lars) und dasselbe Geburtsdatum (17. Mai 1936) wie der Autor. Zweimal erzählt Gustafsson von sich selber, hat zum Helden Lars Gustafsson: im ersten: „Herr Gustafsson persönlich“ und im vierten „Sigismund“. Die anderen Protagonisten sind der Mathematiklehrer Lars Herdin im zweiten, „Wollsachen“, der Staatssekretär Lars Troäng im dritten, „Das Familientreffen“ (er wird im fünften noch einmal erwähnt), und der pensionierte Lehrer Lars Lennart Westin, der seinen Tod erwartet, im fünften, „Der Tod eines Bienenzüchters“. Der Obertitel des Zyklus – das ist das Bild des zerfallenden Gebäudes der Gesellschaft, der zerfallenden Identität des Subjekts. Mit dem letzten Band hat Gustafsson eine Art Synopsis angehängt, in welcher der wechselnde Aspekt der jeweiligen Hauptperson noch einmal festgehalten wird.

## Rezeption
Die Rezensenten würdigen im Allgemeinen Gustafssons fünfbändigen Zyklus „Risse in der Wand“ als großes Panoramabild der 1960er Jahre und den Autor als Seismographen der gesellschaftlichen Veränderungen in dieser Zeit. Er male das Bild des zerfallenden Gebäudes der Gesellschaft, der zerfallenden Identität des Subjekts.
Gustafsson wurde durch diese Publikationen über Schweden hinaus bekannt und gilt seither als bedeutender Vertreter der modernen Literatur des Landes. „Jedenfalls ist dieser Name nicht mehr wegzudenken von der mittleren Generation schwedischer Schriftsteller. Ein Dichter, der seine Betroffenheit auf den Leser zu übertragen vermag. Ein feinsinniger Kritiker schwedischen Lebensgefühls und des Ambiente dieses Landes. Das Buch „Wollsachen“, das seine kritische Schärfe dem einzig möglichen, dem utopischen Ansatz verdanke, gehöre wegen dieser Schärfe, wegen der in anschaulicher Konkretheit übersetzten seismographischen Sensibilität seines Autors, wegen des Versuchs, so vieles zusammenzuzwingen, zu den faszinierendsten dieser Jahre.“
„Wollsachen“ wurde für das Sachbuch „Tausend schwedische Klassiker“ (Tusen svenska klassiker), das 2009 bei Norstedts erschienen ist, ausgewählt. In dem Buch haben vier Autoren, Jan Gradvall, Björn Nordström, Ulf Nordström und Annina Rabe, 1000 schwedische Bücher, Filme, Schallplatten und Fernsehsendungen von 1956 bis 2009 zusammengestellt, die sie als Klassiker betrachten.

## Adaptionen
Film:
Der Roman „Yllet“ wurde 2003 von Jimmy Karlsson unter dem Titel „Sprickorna i muren“ (Die Risse in der Mauer) verfilmt: Skript Jimmy Karlsson und Dietrich Feldhausen. Besetzung: Magnus Krepper als Herdin, Sverrir Guðnason als Jonny (im Roman: Lars Carlsson), Johanna Lazcano Osterman als Claire, Ann-Sofie Rase als Ingrid u. a.
Der Film konzentriert sich auf die Binnenhandlung, die bei den personalen Beziehungen und dem tragischen Schluss gegenüber dem Roman verändert wird: Herdin verhilft seinem Schüler Jonny bei seinem alten Professor in Uppsala zu einer Aufnahmeprüfung. So erhält Jonny einen Studienplatz für Mathematik. Dessen Vater möchte dagegen, dass sein Sohn seine Autowerkstatt ausbaut. Jonny lässt sich jedoch von seiner Freundin Claire zum Studium bewegen und will aus dem Geschäft mit gestohlenen Mopeds aussteigen. Der Abschluss der Filmhandlung unterscheidet sich vom Roman: Jonny gerät in einen Streit mit seinen Kumpeln, wird bewusstlos geschlagen und ins Krankenhaus eingeliefert. Von dort flieht er in Herdins Wohnung, entdeckt dort Claire, fühlt sich in seiner Vermutung irrtümlicherweise bestätigt, die beiden hätten eine sexuelle Beziehung, und stürzt sich in einen Kanal. Herdin versucht ihn vergeblich zu retten.
Hörspiel:
1977 produzierten SWF und NDR eine Hörspieladaption des Romans, die im November 1977 zum Hörspiel des Monats gewählt wurde. Bearbeitung: Sebastian Goy, Regie: Hermann Naber. Mit: Christian Brückner, Heidemarie Rohweder, Sabine Postel, Dieter Eppler, Michael Thomas, Heidi Vogel, Wolfgang Peau u. a.